# Descobrint els Robinsons
Descobrint els Robinsons (originalment en anglès, Meet the Robinsons) és una pel·lícula de comèdia de ciència-ficció animada per ordinador estatunidenca de 2007 produïda per Walt Disney Animation Studios i estrenada per Walt Disney Pictures. La 47a pel·lícula d'animació produïda per l'estudi està basada en el llibre infantil de 1990 Un dia amb Wilbur Robinson de William Joyce. La pel·lícula segueix les interaccions entre Lewis, un inventor orfe de dotze anys desesperat per ser adoptat, i en Wilbur Robinson, un jove viatger en el temps que intenta evitar que un misteriós home amb barret de bombí canviï la història d'en Lewis i, en conseqüència, tot el futur. S'ha doblat al català.
Dirigida per Stephen Anderson, el repartiment de veu original de la pel·lícula inclou el mateix Anderson, Daniel Hansen, Jordan Fry, Wesley Singerman, Angela Bassett, Tom Selleck, Harland Williams, Laurie Metcalf, Nicole Sullivan, Adam West, Ethan Sandler i Tom Kenny. Descobrint els Robinsons es va estrenar en versions estàndard i Disney Digital 3D el 23 de març de 2007 al Regne Unit i el 30 de març de 2007 als Estats Units.
La pel·lícula va rebre crítiques generalment positives, amb elogis dirigits a l'animació i la història. No obstant això, la pel·lícula va ser un fracàs de taquilla, ja que només va recaptar 169,3 milions de dòlars per un pressupost de 150 milions.

## Sinopsi
Quan en Lewis coneix en Wilbur Robinson, un misteriós noi que ve del futur, emprenen un viatge en el temps en què en Lewis descobrirà el sorprenent secret de la família Robinson.